# 黔桂铁路

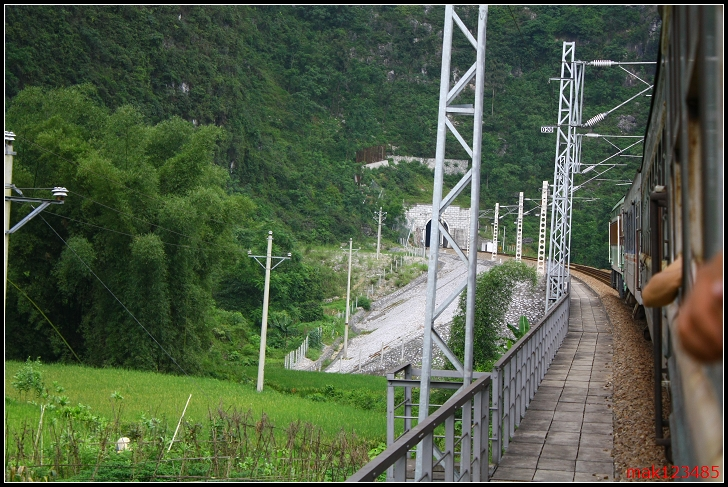
K827次列车行走在黔桂铁路宜州至金城江

黔桂铁路起自广西柳州，沿线经广西宜州、金城江、南丹、贵州省麻尾、都匀、贵定，终于贵州龙里，全长489公里，是中國西南地区的第一条准轨铁路。其西端接川黔铁路、沪昆铁路，东端接湘桂铁路、焦柳铁路，向南延伸，通黎湛铁路，南防铁路、南昆铁路。在柳城向北分出三罗铁路，在金城江向北分出金红铁路。

## 历史
因抗日戰爭需要，於1939年7月开始修建。因筑路官僚贪污腐化，克扣粮饷，工头肆意欺压民夫，加上匪患频繁，致使工程时停时续，1940年年末，柳州-河池金城江段161公里建成。1943年6月6日独山举行盛大通车典礼，6月21日起开行柳州至独山的客运列车，规定行车时间为一日一夜。开采贵阳境内林东煤矿（乌当和清镇交界）供应黔桂铁路用煤。机车车辆的润滑油料来源非常困难，用植物油代替。1944年9月日军攻进广西、时局日趋紧张、全线不得不停工时，此时仅修好柳州至都匀清泰坡461公里，火车勉强通车运营至独山。而这段铁路，也由于日军入侵的黔南事变而损毁严重。1945年日本投降，国民政府对该线进行修复，至1949年修复了柳州至金城江段。1950年10月，拆除黔桂铁路金城江至都匀300公里的废弃钢轨用于湘桂铁路柳州至南宁段的建设。1955年，开始修复金城江至都匀段，都匀至贵阳段同时动工。1958年底完面铺轨任务，1959年1月7日全线通车。2004年12月改造工程動工，2009年1月10日竣工，改造後的線路全長由606.7公里縮短至489公里。

## 扩能改造工程
新线在2004年12月动工，2009年1月10日竣工。主要包括洛满至金城江改建既有线，金城江至龙里沿既有线通道新建单线，柳州至龙里电气化改造，其中柳州枢纽柳州至洛满段增建二线。改造后的线路全长由606.7公里缩短至489公里，全线缩短118公里，新设流塘，柳城，肯洛，油路，岜仑，打场，车河，大山，绿荫湖等站；改建宜州，南丹，泗亭，麻尾，独山，都匀等站。新线开通后，新墟，流山，大石，三岔，洛西，北崖，鼓里等车站撤销。黔桂新线设计时速为120-160 km/h，线路等级由国铁等级外铁路提升为国铁Ⅰ级单线电气化铁路，预留复线。改造后的线路南起柳州途经柳江、柳城、宜州、河池、南丹五县市，由麻尾进入贵州省的独山、都匀、贵定、龙里等县市到达贵阳市。成都铁路局管辖龙里-麻尾区间，南宁铁路局管辖泗亭-柳州区间。目前，贵阳—柳州客车运行时间已经缩短为6小时30分左右。

## 路線資料
- 管轄：南寧鐵路局（柳州-泗亭區間）成都鐵路局（麻尾-龙里區間）
- 區間（距離）：452公里（龙里-贵阳与沪昆线共轨），总计489公里
- 軌距：1,435 mm
- 車站數目：53（包括起點及終點站）
- 複線區間：柳州-洛满26公里（暂时与按AB线行车发行车）、小西堡-贵阳37M区间与沪昆线共轨，沪昆线暨黔桂线的客运车辆使用新建成的客运线，技术标准为：复线，最大设计速度160KM/H；货运车辆沿用原沪昆线至贵阳南站；形成四线入筑。
- 最高速度：160 km/h

## 速度
原黔桂線在金城江-貴定區間主要是山區鐵路，最小曲線半徑只有173m，最大坡度29‰，所以速度只有21–60 km/h左右。改造后的黔桂線最小曲线半径1600m，最大坡度13‰，速度可达120-160 km/h（柳州-金城江段速度可达200km/h）

## 使用車種

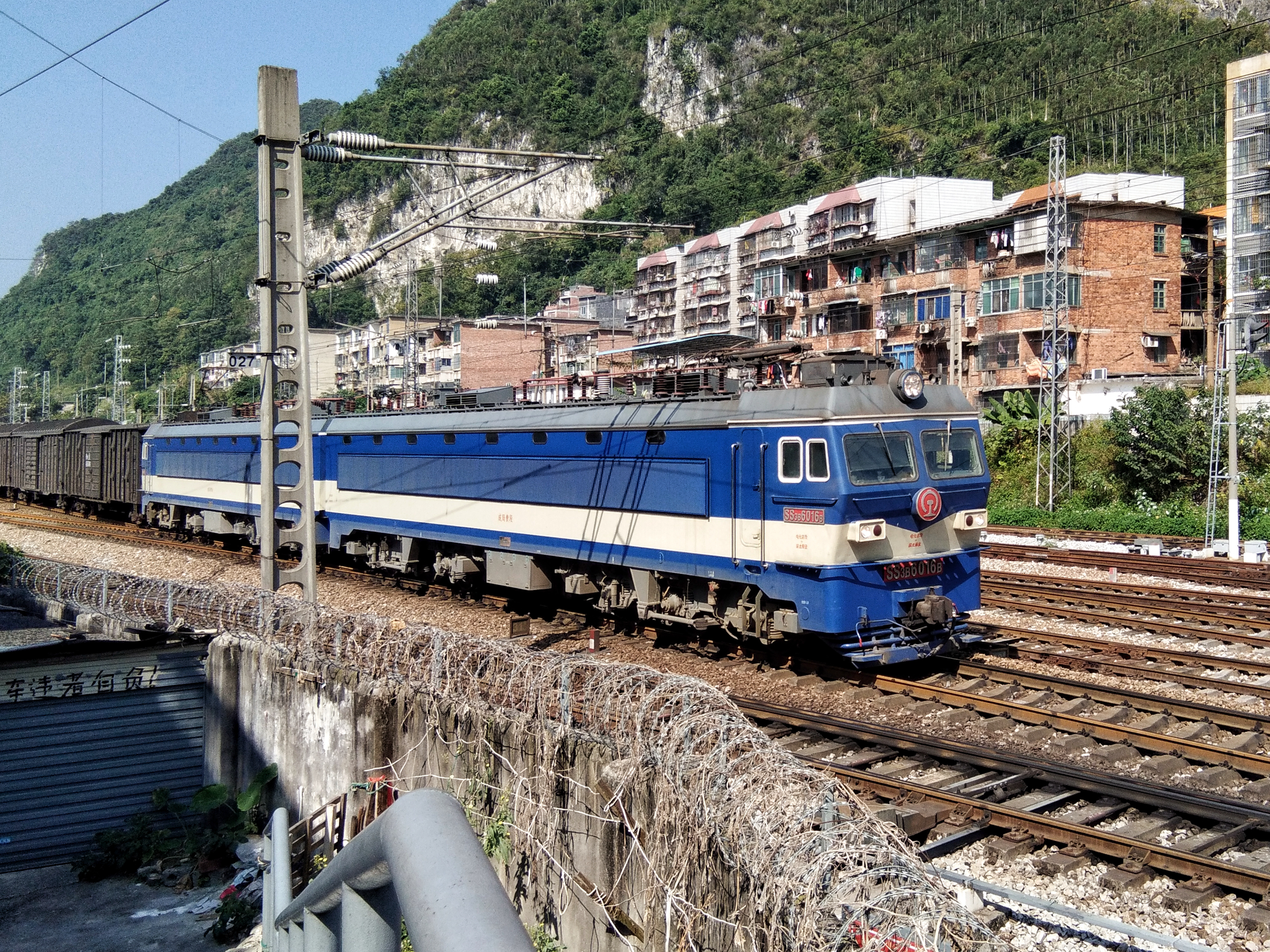
配属于成都铁路局贵阳机务段的6016号韶山3B型电力机车牵引一列货运列车加速驶离金城江站，拍摄于2017年10月。

1967年，柳州铁路局麻尾机务段开始配属东风型机车，投入到以坡陡弯急而著称的黔桂铁路使用，自此黔桂铁路的牵引动力逐渐改用柴油机车，取代了以往使用的解放1型蒸汽机车。1973年初，麻尾机务段配属的东风型机车多达128台，达到历史顶峰，后来近半数改配属同年成立的金城江机务段。
1995年8月，山区型东风7D型柴油机车开始配属在柳州铁路局金城江机务段、成都铁路局麻尾机务段，投入黔桂铁路运用。
2005年至2006年，部分防寒型东风7D型柴油机车从哈尔滨铁路局调入柳州铁路局。
2009年1月10日全线电气化的黔桂铁路新线正式开通运营后，客运列车由成都铁路局贵阳机务段和南宁铁路局柳州机务段韶山3型电力机车牵引，货运列车由柳州机务段和贵阳机务段韶山1型电力机车和韶山3型电力机车牽引。而东风7D型柴油机车也完成了其在黔桂铁路的使命。
2014年9月，南宁铁路局柳州机务段配属韶山3B型电力机车并投入到黔桂铁路担当跨局货运长交路后，配属于成都铁路局贵阳机务段的韶山3B型电力机车亦开始担当黔桂铁路跨局货运长交路。此后配属南宁铁路局柳州机务段的韶山3型电力机车退出本线运用。
在2015年7月铁路调图后，黔桂铁路跨局客运长交路改由南宁铁路局柳州机务段和谐3C型电力机车担当。
K9379/9380次列车由成都铁路局重庆机务段的和谐3C型电力机车牵引；而5538/5539、5540/5537次列车在柳州到金城江区间交路由南宁铁路局柳州机务段和谐3C型电力机车担当。

## 黔桂铁路二线计划
早在2009年，南宁铁路局已经开始计划进行黔桂铁路的二线计划。但因為2011年甬台温铁路列车追尾事故導致铁路投资下滑以及贵广客运专线通车，该复线计划一直未有實行。直至近年來，為進一步提高西南陸海新通道的運力，黔桂鐵路二線被納入“十四五”規劃，預計於2024年內正式動工興建，全長411.8公里，估算總投資約353.33億元，柳州至金城江段設計行車速度為160km/h，金城江至貴陽段則最高140km/h，工期4年。預計工程完成後，河池至柳州段有望增開最高時速160km/h的動力集中式列車，方便兩地的市民往來。